# Hexatoma (Eriocera) kempi longior
Hexatoma (Eriocera) kempi longior is een ondersoort van de tweevleugelige Hexatoma (Eriocera) kempi uit de familie steltmuggen (Limoniidae). De ondersoort komt voor in het Oriëntaals gebied.